# Camí del Bosc (Cellers)
El Camí del Bosc és un camí del terme municipal de Castell de Mur, Pallars Jussà, dins de l'antic terme de Guàrdia de Tremp, en terres del poble de Cellers.
És un camí en part perdut, a causa del desús d'aquesta mena de camins que remuntaven la Serra del Montsec per tal d'enllaçar el Pallars Jussà amb la Noguera, a Àger. El tros conservat arrenca del camí que mena a les Cases de l'Estació de Cellers per l'interior, i comença a pujar per l'esquerra d'un barranc afluent per la dreta del barranc de Vivó, en direcció al sud-oest. Va a cercar la carena que separa aquests dos barrancs, en direcció al Serrat Pedregós. Des d'aquest lloc continuava cap al sud, fent revolts per tal de guanyar alçada, per anar a buscar el Pas de l'Arbocera. Tanmateix, el camí desapareix en arribar al Clot de les Arboceres, on es perd abans d'emprendre la darrera pujada cap a la carena del Montsec d'Ares.

## Etimologia
Es tracta d'un topònim romànic modern, de caràcter descriptiu. El camí pren el nom de la zona boscosa a la qual mena.